# 三つのワルツ (1938年の宝塚歌劇)
『三つのワルツ』（みっつのワルツ）は宝塚歌劇団のミュージカル作品。

## 概要
1938年初演では踊り子のファンニ・グランプレと騎兵中尉のオクターヴ・ド・シャランセ侯爵の身分違いの恋、歌姫のイヴェット・グランプレとフィリップ・ド・シャランセ侯爵の行き違いの恋、そして、女優のイレーヌ・グランプレとジェラル・ド・シャランセの運命の恋…。親子三代の恋愛物語。
1958年宝塚公演では一話から三話までの全ての主役を淀かほると寿美花代のコンビが演じ分けた。このとき、脇役には神代錦や大路三千緒がいた。
1958年花組・東京公演の新人公演の主な配役はオクターヴ役が松乃美登里（本役：寿美花代）、ファンニ役が加茂さくら（本役：淀かほる）であった。

## 公演データ
| 公演期間                       | 公演場所           | 公演         | 併演作品                                | 備考               | 脚注  |
| ------------------------------ | ------------------ | ------------ | --------------------------------------- | ------------------ | ----- |
| 1938年8月1日から8月31日まで    | 宝塚大劇場         | 花組         | 『金平巡國記』                          |                    | [ 1 ] |
| 1938年10月1日から10月31日まで  | 東京宝塚劇場       | 花組         | 『ハロー伯林』 『娘妙成寺』             |                    | [ 4 ] |
| 1938年11月2日から11月10日まで  | 名古屋宝塚劇場     | 花組         | 『ハロー伯林』 『娘道成寺』             |                    | [ 5 ] |
| 1938年12月3日から12月25日まで  | 大阪・北野劇場     | 花・月・雪組 | 『宝塚振袖音頭』 『宝塚フェスティバル』 |                    | [ 5 ] |
| 1939年1月4日から1月10日まで    | 京都宝塚劇場       | 花組         | 『二人の戦友』 『娘道成寺』             |                    | [ 5 ] |
| 1958年7月2日から7月30日まで    | 宝塚大劇場         | 花組         | 『舞踊一代』                            |                    |       |
| 1958年10月1日から10月27日まで  | 東京宝塚劇場       | 花組         | 『舞踊一代』                            | 新人公演：10月12日 |       |
| 1958年10月31日から11月28日まで | 東京宝塚劇場       | 星組         | 『光明皇后』                            |                    |       |
| 1959年3月29日から4月5日まで    | 名古屋・名鉄ホール | 花組         | 『になひ文』                            |                    | [ 7 ] |

## 宝塚大劇場公演のデータ

### 1938年
形式名は「グランド・ロマンス」。3部26場。

#### スタッフ（1938年・宝塚）
- 作・演出：白井鐵造[1]
- 音楽[8]：須藤五郎、河崎一朗、岡政雄
- 振付：高木史朗[8]

#### 配役（1938年・宝塚）
- ファンニ・グランプレ、イヴェット・グランプレ、イレーヌ・グランプレ - 草笛美子[1]
- オクターブ・ド・シャランセ - 美空暁子[1]
- フィリップ・ド・シャランセ - 楠かほる
- ジェラル・ド・シャランセ - 宇知川朝子[1]

### 1958年
形式名は「グランド・ロマンス」。3部24場。

#### スタッフ（1958年・宝塚）
- 作・演出：白井鐵造[2]
- 音楽[9]：河崎一朗、入江薫、中元清純、河崎恒夫、高井良純、寺田瀧雄
- 振付[9]：渡辺武雄、山田卓、三沼保、ジョージ斎田
- 装置：石浜日出雄[9]
- 衣装[9]：小西松茂、平尾文男
- 照明：今井直次[9]
- 小道具：生島道正[9]
- 効果：松岡知一[9]
- 演出助手[9]：横澤英雄、小原弘稔

## 北野劇場公演のデータ

### 1938年

#### 配役（1938年・北野劇場）
- オクターブ・ド・シャランセ - 葦原邦子
- ファンニ・グランプレ - 櫻緋紗子
- イヴェット・グランプレ - 草笛美子
- フィリップ・ド・シャランセ - 春日野八千代
- ジェラル・ド・シャランセ - 小夜福子
- イレーヌ・グランプレ - 二條宮子

## 東京宝塚劇場公演のデータ

### 1958年

#### 配役（1958年・東京星組）
- オクターブ・ド・シャランセ - 城一世
- ファンニ・グランプレ - 加茂さくら
- フィリップ・ド・シャランセ - 春日野八千代
- イヴェット・グランプレ - 毬るい子
- イレーヌ・グランプレ - 淀かほる
- ジェラル・ド・シャランセ - 寿美花代